# Col de Serra-Seca
Le col de Serra-Seca (coll de Serra-seca en catalan) est un col routier des Pyrénées, situé dans la comarque de Solsonès (province de Lérida) en Catalogne. Son altitude est de 1 193 mètres.

## Toponymie
Le nom du col, qui signifie littéralement serre sèche, fait référence au relief de Serra-seca, promontoire à l'aspect aride qui le surplombe. Ce qualificatif est également porté par un petit sommet et un mas, tous deux situés à proximité.

## Géographie
Le col se situe entre Castellar de la Ribera et Cambrils, à l'extrémité nord-ouest de la comarque de Solsonès.

## Histoire
Le premier passage du Tour de France en 2009 est commémoré par une sculpture contemporaine installée au col et représentant un coureur cycliste.

## Activités

### Cyclisme
Classé en 1re catégorie du Grand prix de la montagne, le col est pour la première fois au programme de la 7e étape du Tour de France 2009 partant de Barcelone pour Andorre-Ordino-Arcalis au km 127. Le Français Christophe Riblon le franchit en tête.